# Fiat Doblò
La Fiat Doblò es un vehículo comercial ligero pequeño producida por el fabricante italiano Fiat desde el año 2000. Es un tracción delantera con motor delantero transversal y caja de cambios manual de cinco velocidades. Se fabrica desde 2000 en Fiat Betim (Brasil), en Bursa (Turquía), en Rusia en, Vietnam y desde el año 2022 en la planta de Vigo, España.

## Primera generación (2000-2009)
La primera generación de la Fiat Doblò (Proyecto 223) fue lanzada al mercado en el año 2000.
Existen variantes de carga de dos plazas ("Doblò Cargo"), y de pasajeros de cinco ("Doblò") o siete plazas ("Doblò Family"). El "Doblò Maxi" tiene una distancia entre ejes mayor que el estándar. En Brasil, el nivel de equipamiento "Adventure" tiene accesorios externos similares a los de los todoterrenos. Según el nivel de equipamiento y mercado, el Doblò tiene una o dos puertas laterales corredizas, y el portón trasero es de apertura vertical o de dos hojas de apertura horizontal. El modelo fue reestilizado en el año 2005, cuando se cambió principalmente el frontal y los motores.
Todos los motores del Doblò son de cuatro cilindros en línea. Los gasolina son un 1.2 litros de 65 CV, un 1.4 litros de 78 CV y un 1.6 litros de 103 CV. En algunos países europeos se ofrece también un 1.6 litros de 92 CV que funciona con gasolina o gas natural. Los modelos brasileros tienen motores bicombustible gasolina/etanol de variadas cilindradas y potencias.
Los diésel son un 1.9 litros atmosférico de 78 CV, un 1.3 litros de cuatro válvulas por cilindro en variantes de 75 o 85 CV, y un 1.9 litros de dos válvulas por cilindro y 100 o 120 CV; estos dos últimos tienen turbocompresor de geometría fija, inyección directa common-rail e intercooler, salvo el 1.9 litros de 120 CV, que tiene un turbocompresor de geometría variable.

### Versión eléctrica
Existe una versión eléctrica de DILIX.

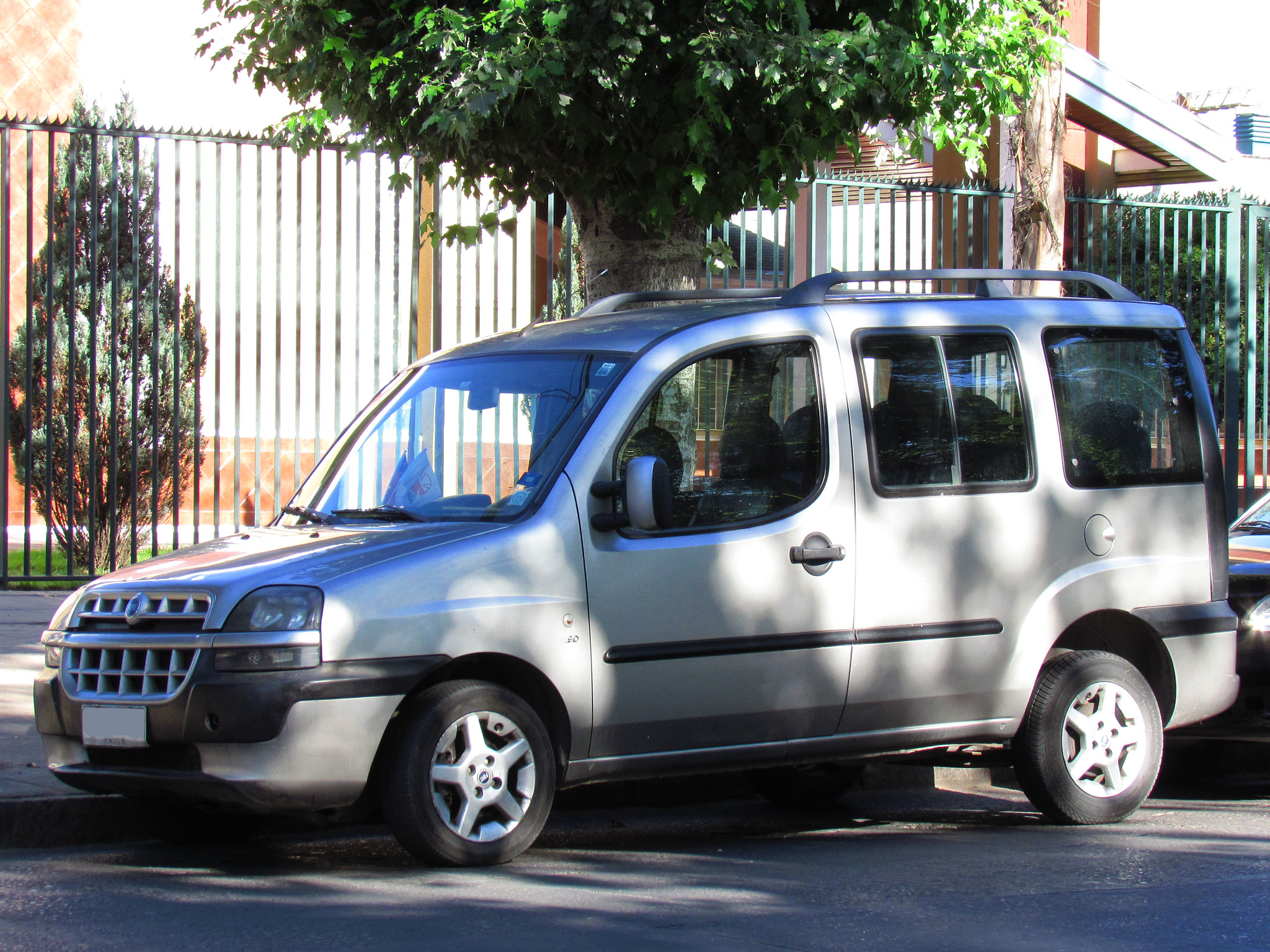
Fiat Doblò 1 pre-facelift (2000-2005)

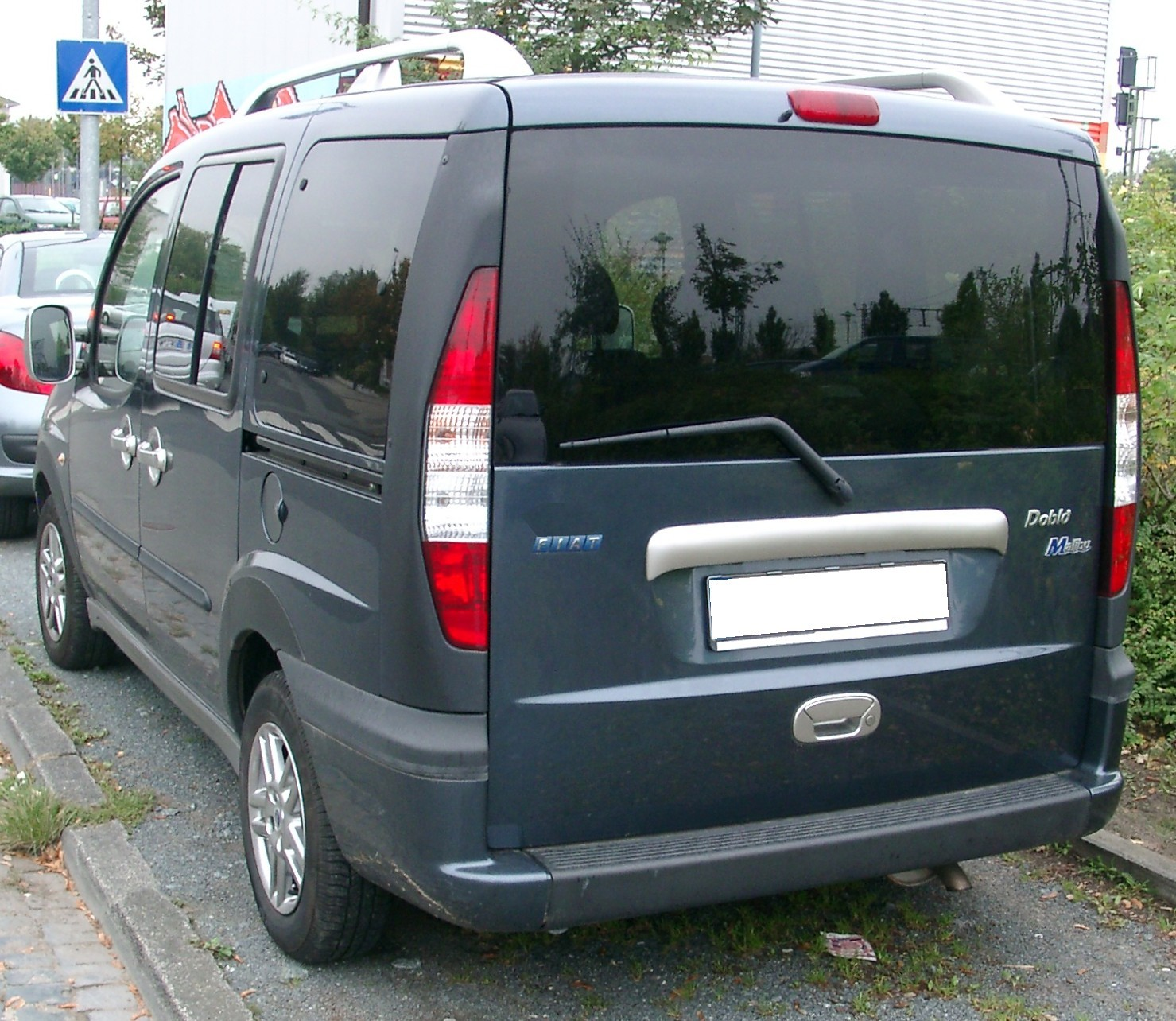
Fiat Doblò 1 post-facelift (2005-2010)

## Segunda generación (2009-2023)
La segunda generación de la Fiat Doblò fue lanzada al mercado en el año 2009. Es un tracción delantera con motor delantero trasversal y caja de cambios manual.

### Carrocerías
La carrocería se ofrece en con dos batallas/longitudes diferentes y a la vez con dos alturas diferentes.

### Seguridad
La Fiat Doblò ha conseguido una puntuación máxima de 3 estrellas en las pruebas de choque de EuroNCAP

### Tabla resumen de mecánicas
| Mecánica               | Inicio | Fin | Familia | Tecnología         | Comb.          | Cil. | Cubicaje (cc.) | Vál. | Potencia (CV/ rpm) | Par (Nm/ rpm) | Vel. máx. (km/h) | Aceleración 0-100 km/h (s) | Consumo (l/100km) | Emisión CO2 (g/km) | S&S | Transmisión                   | Rel. |
| ---------------------- | ------ | --- | ------- | ------------------ | -------------- | ---- | -------------- | ---- | ------------------ | ------------- | ---------------- | -------------------------- | ----------------- | ------------------ | --- | ----------------------------- | ---- |
| 1.4 FIRE               | Debut  |     | FIRE    |                    | Gasolina       | 4L   | 1368           | 16   | 95/ 6000           | 127/ 4500     | 161              | 15,4                       | 7,2               | 166 EURO V         | Si  | Delantera Manual              | 6    |
| 1.3 JTDm               | Debut  |     | JTD     | MultiJet II Turbo  | Gasóleo        | 4L   | 1248           | 16   | 90/ 4000           | 200/ 1500     | 156              | 14,9                       | 5,3               | 136 EURO 5         | Si  | Delantera Manual              | 6    |
| 1.6 JTDm               | 2011   |     | JTD     | MultiJet Turbo     | Gasóleo        | 4L   | 1368           | 16   | 90/ 4000           | 290/ 1500     | 158              |                            | 5,2               | 138 EURO 5         | Si  | Delantera Manual              | 6    |
| 1.6 JTDm Dualogic      | 2011   |     | JTD     | MultiJet Turbo     | Gasóleo        | 4L   | 1598           | 16   | 90/ 4000           | 290/ 1500     | 158              |                            | 5,0               | 133 EURO 5         | Si  | Delantera Automática Dualogic | 5    |
| 1.6 JTDm               | Debut  |     | JTD     | MultiJet Turbo     | Gasóleo        | 4L   | 1598           | 16   | 105/ 4000          | 290/ 1500     | 164              | 13,4                       | 5,2               | 138 EURO 5         | Si  | Delantera Manual              | 6    |
| 2.0 JTDm               | Debut  |     | JTD     | MultiJet Turbo     | Gasóleo        | 4L   | 1956           | 16   | 135/ 3600          | 320/ 1500     | 179              | 11,3                       | 5,6               | 150 EURO 5         | Si  | Delantera Manual              | 6    |
| 1.4 T-Jet NaturalPower | Debut  |     | T-Jet   | NaturalPower Turbo | GNC o gasolina | 4L   | 1368           | 16   | 120/ 5000          | 206/ 2000     | 172              | 12,3                       | 7,4               | 134 EURO 5         | No  | Delantera Manual              | 6    |

### Opel/Vauxhall Combo
En 2010 Opel anunciaba que el sustituto del Combo aparecido en 2001 y desarrollado sobre la plataforma del Corsa C sería fabricado por Fiat Professional. En 2011 se presentó el modelo de producción de Opel, que presenta simplemente pequeños cambios estéticos frente al Doblò original. El modelo de Opel se comercializa en diferentes países dentro y fuera de la Unión Europea como Opel Combo y Vauxhall Combo.

### Ram ProMaster City
En 2010 Ram Trucks, fabricante de camionetas y filial estadounidense de Fiat S.p.A. tras la adquisición por esta de Chrysler Group LLC, anunció que importará al país americano el modelo para ser vendido bajo su marca desde 2013. El objetivo de ventas es de casi 200 000 unidades para siete años de comercialización.

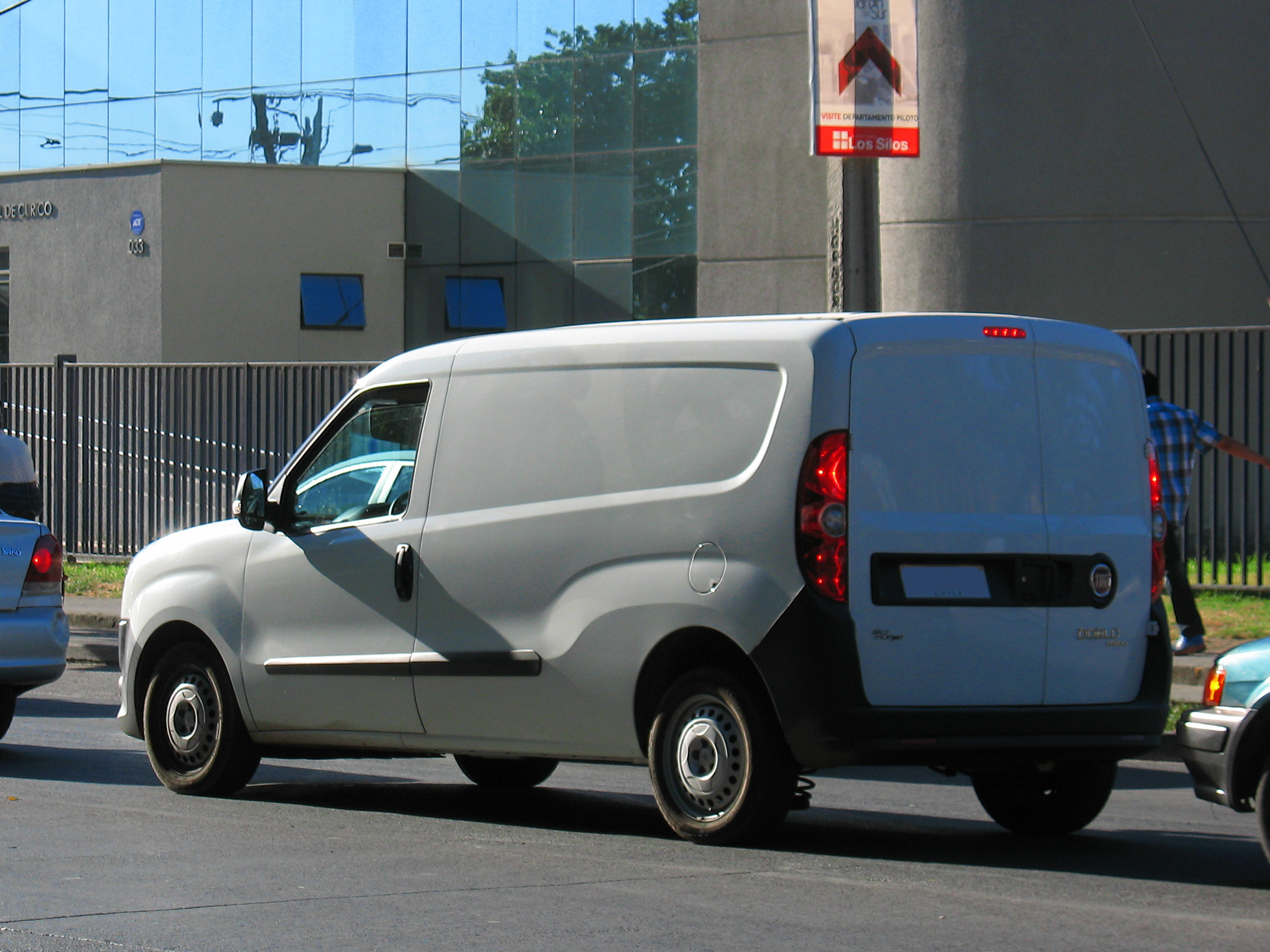
Fiat Doblò 2 pre-facelift (2009-2015)

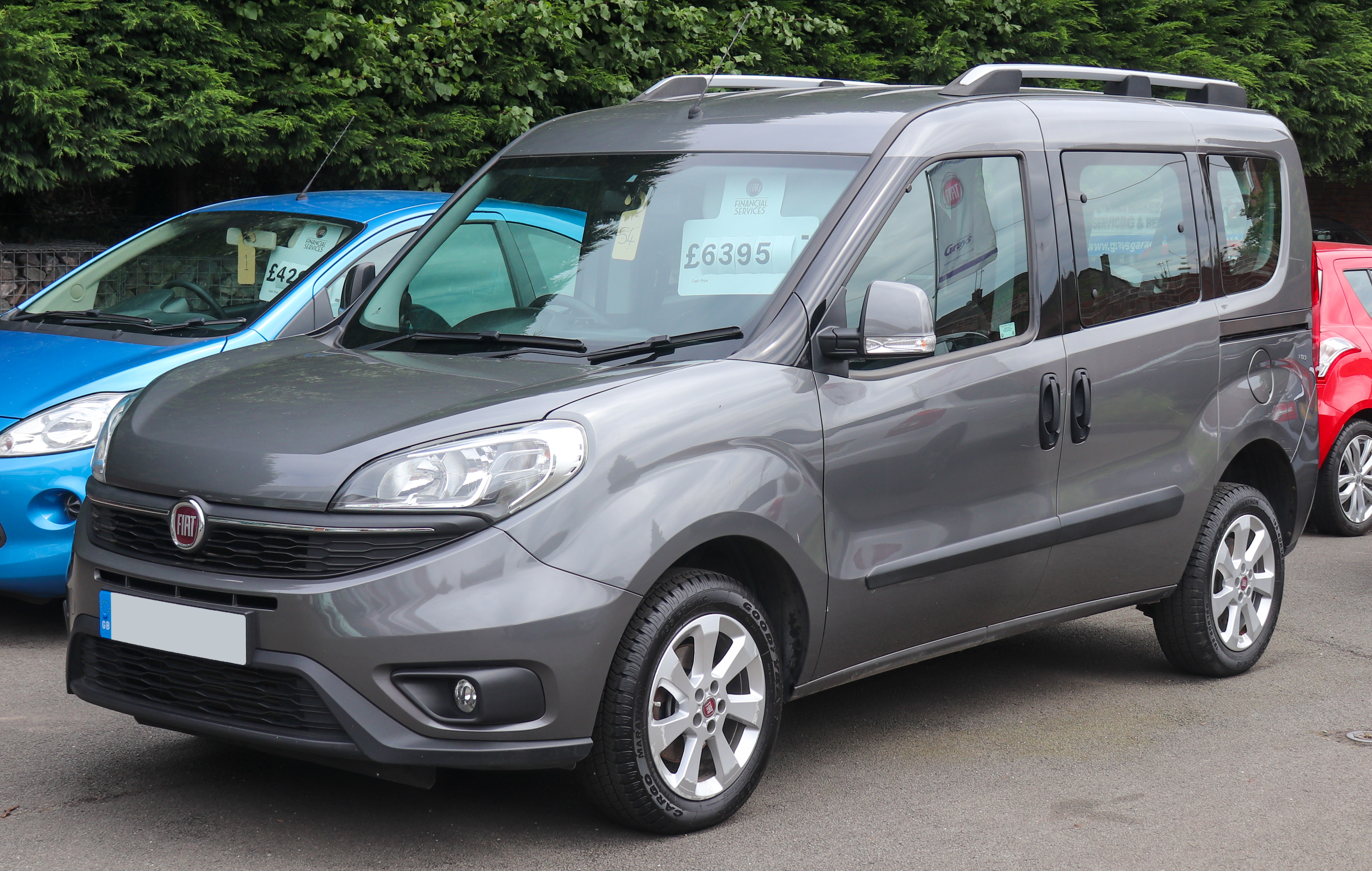
Fiat Doblò 2 post-facelift (2015-2022)

## Tercera generación (2022-presente)

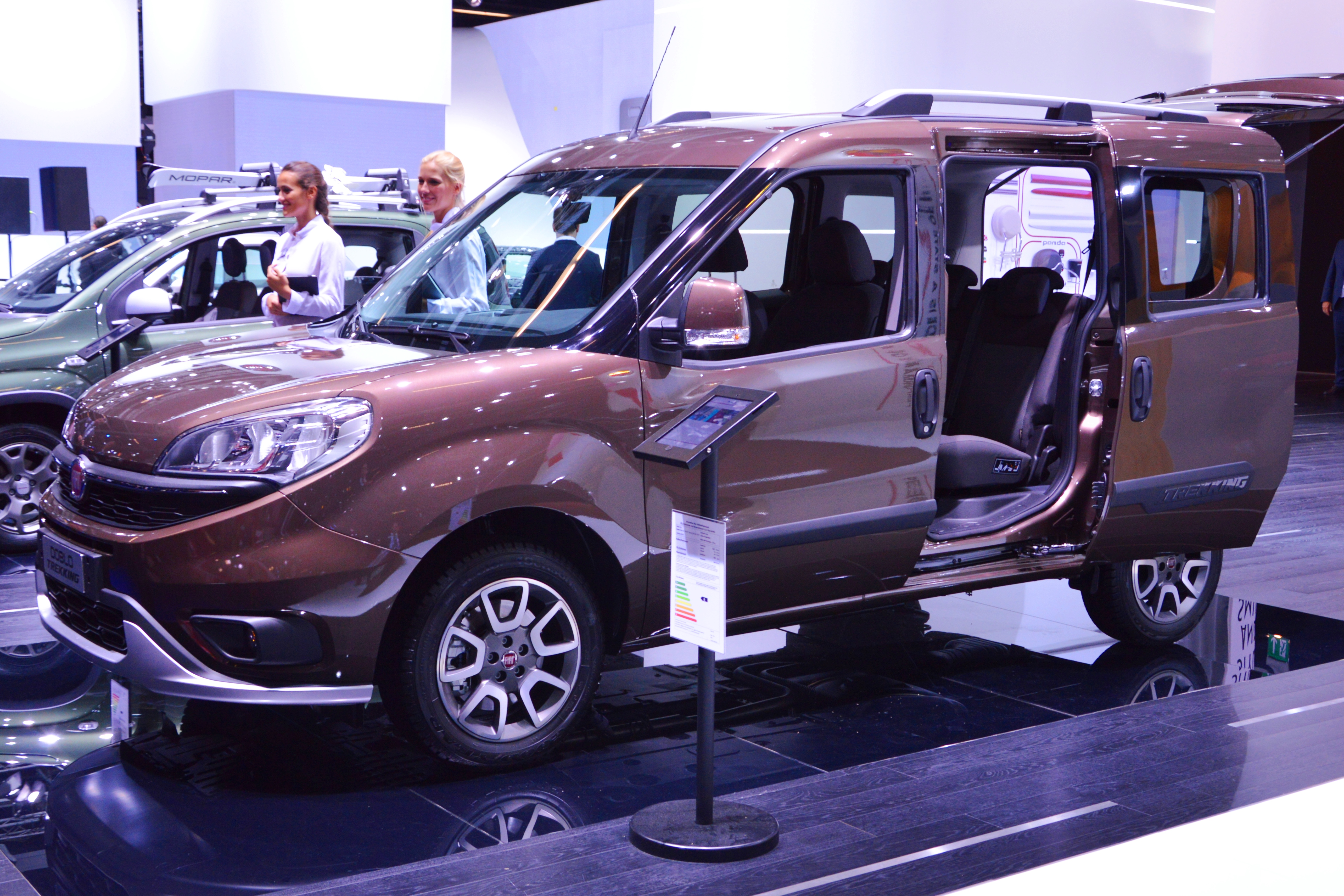
Fiat Doblò Trekking

El Doblò de tercera generación se lanzó en junio de 2022 como una versión modificada del Citroën Berlingo de tercera generación, con una versión eléctrica de batería en oferta como e-Doblò. El modelo se produce en España junto con sus compañeros estables, así como en la planta de Stellantis Mangualde en Mangualde, Portugal.